# チェロ協奏曲第2番 (カバレフスキー)
チェロ協奏曲第2番 ハ短調 作品77は、ドミトリー・カバレフスキーが1964年に完成したチェロ協奏曲。

## 概要
カバレフスキー自身が伴奏指揮を務めたチェロ協奏曲第1番の録音（1954年）で独奏を担当した名チェリスト、ダニイル・シャフランを念頭において作曲され、シャフランに献呈された。ソビエト連邦の青年に捧げられた第1番に比べると、はるかに大規模で晦渋な内容となっている。演奏時間も約30分を要する。

## 初演
1965年1月15日にレニングラードにて、シャフランのチェロ独奏、作曲者指揮レニングラード・フィルハーモニー管弦楽団により初演された。

## 編成
独奏チェロ、フルート2、オーボエ2、クラリネット2、アルトサクソフォーン、ファゴット2、コントラファゴット、ホルン4、トランペット2、トロンボーン2、ティンパニ、小太鼓、シンバル、大太鼓、ハープ、弦五部

## 構成
3楽章構成だが全ての楽章がアタッカで接続されており、接続部にカデンツァが置かれているのが特徴である。
第1楽章 Molto sostenuto
低音弦、ハープ、ティンパニが奏でる持続音の上に独奏チェロがピッツィカートで主題を奏する。主題はフルートに受け継がれチェロはアルコで対旋律をつける。その後、重苦しい雰囲気のまま展開するが、突然速度が変わり、チェロが技巧的で律動的なメロディを奏でる。展開後、再び冒頭のテンポに戻り、カデンツァの後、そのまま第2楽章に入る。
第2楽章 Presto marcato
三部形式。8分の3拍子の舞曲調で始まる。アルトサクソフォーンで主題が奏された後、チェロに引き継がれ展開される。中間部は4分の2拍子に変わり、チェロに第1楽章に登場した音型が現れる。再度8分の3拍子となり、打楽器を伴うチェロの精力的なカデンツァがあった後、そのまま第3楽章に入る。
第3楽章 Andante con moto
チェロに歌うような主題が登場、その後激しい動きとなり盛り上がりかけるが、一旦オーボエに主題が移され、チェロがゆっくりと歌う。再度激しい動きとなり、最後はチェロが主題をのびやかに歌って静かに終わる。